# Santa Cruz de Bezana
Santa Cruz de Bezana est une ville espagnole située dans la communauté autonome de Cantabrie.